# Angry Birds 2 в кино
«Angry Birds 2 в кино́» (англ. The Angry Birds Movie 2) — финско-американский компьютерный анимационный мультфильм производства компании Sony Pictures Animation и Rovio Entertainment. Сиквел мультфильма «Angry Birds в кино». Премьера в США состоялась 13 августа 2019 года, в России — 15 августа 2019 года.

## Сюжет
Обитатели Острова Птиц наслаждаются жизнью: родители выгуливают птенчиков, те скачут на батутах, играют в спасение яиц великим Редом. Весь остров уставлен плакатами с изображением героя. Сам Ред и его друзья Чак и Бомб, сидя в окопе, наблюдают за Островом Свиней. Войско короля Леонарда и спецотряд Реда обмениваются ударами: Ред обстреливает свиней из гигантской рогатки бутылками с соусом; свиньи при помощи тепловых лучей сбивают воздушные шарики, которыми играют птенцы.
Внезапно на Остров Свиней падает огромный ледяной шар, запущенный откуда-то со стороны моря. При помощи дронов свиньи выясняют, что обстрел производится с неизвестного до сих пор ледяного острова. На этом острове обитают орлы, ими руководит орлица Зета, ей помогает юная орлица Дебби. В их подчинении инженеры и военные, они стреляют ледяными шарами из жерла потухшего вулкана. Леонард отправляет на Остров Птиц целую эскадрилью воздушных шариков. На них подвешены листовки, в которых говорится, что свиньи объявляют перемирие. Всё население Птичьего Острова радуется, недоволен только Ред. Чтобы его развеселить, Чак и Бомб приводят друга на вечеринку быстрых свиданий, где можно познакомиться с пернатыми самками. Но Рэд говорит сидящей с ним за одним столиком птичке, что они несовместимы, и покидает вечеринку. Дома он до отвала объедается попкорном.
Три птенчика играют на берегу моря. Для игры они выносят из дома яйца, из которых ещё не вылупились птенцы. Они не замечают, как яйца на небольшом плотике уносит в открытое море. Птенцы пускаются в морское путешествие в поисках яиц.
В дом Реда является Леонард. Он рассказывает Реду, что обоим островам грозит опасность. Надо создать отряд для спасения птиц и свиней. Вначале Ред не хочет верить врагу, но потом Леонарду удаётся его убедить при помощи снимков, сделанных с дронов. Они договариваются о создании смешанного спасательного отряда. В отряд кроме Реда и Леонарда входят Чак, Бомб, Могучий Орёл и помощник Леонарда Кортни. Отряду нужен инженер. Чак предлагает кандидатуру своей младшей сестры Сильвер, она учится в инженерном факультете. При знакомстве с Сильвер Ред узнаёт в ней ту самую птичку, с которой они неудачно познакомились на вечеринке. Но в конце концов он соглашается на участие Сильвер в экспедиции. Члены отряда проводят совещание в доме Могучего Орла на его скале. Леонард демонстрирует снимки, полученные с дронов, в том числе и фото Зеты. Ред предлагает план экспедиции: высадиться на Орлиный Остров, проникнуть в бункер Зеты, вывести из строя супероружие, при помощи которого запускаются ледяные шары и покинуть остров. В этот момент огромный ледяной шар попадает в скалу Могучего Орла. Участникам экспедиции удаётся спастись благодаря тому, что их выносит на своей спине хозяин жилища.
Зета на своём острове. Всё покрыто льдом. Она устала от постоянного холода, поэтому отдаёт приказ своим подчинённым: нужно начинить ледяные шары лавой из вулкана и бомбардировать этими снарядами острова птиц и свиней. После того, как тропические острова будут очищены от аборигенов, она со своими орлами переселится туда.
Птенцам удаётся в океане догнать плотик с яйцами, но, оказывается, они оказались на спине кашалота. Фонтан из дыхала кашалота забрасывает плотик с яйцами на облако. Птенцы поднимаются в воздух (один из них позволяет надуть себя, как воздушный шарик). После непродолжительного пребывания в космосе птенцы опускаются на облако, забирают яйца и падают на расположенный под ними остров. Яйца попадают в гнездо дремлющей змеи. Птенцам удаётся похитить яйца у змеи, которой в ходе этой операции наносятся телесные повреждения.
Для путешествия на ледяной остров свиньи предоставляют отряду Рэда гигантскую подводную лодку. Леонард знакомит товарищей с техническим гением свиней — Гарри. Тот предлагает отряду использовать во время операции свинновации и гаджеты его изобретения (покрытие невидимости, свиные сопли, прибор для обнаружения орлов на расстоянии до 45 метров). Отряд высаживается на острове.
Могучий Орёл говорит, что не будет принимать участия в операции. Оказывается, Зета — его бывшая невеста. У них была любовь с первого взгляда, но, когда Зета предложила Могучему Орлу вступить с ней в брак, он отказался. Могучий Орёл улетает домой.
Птенцы высаживаются на остров, но оказывается, на Остров Свиней.
Отряд разделяется. Ред и Сильвер взбираются по склону вулкана, остальные участники отряда прячутся в макет орла и обманом проникают в бункер Зеты. Инженеры Зеты создали устройство, при помощи которого ледяные шары начиняются раскалённой лавой. Включается обратный отсчёт: через десять минут начнётся обстрел птичьего и свиного острова из супероружия. После нескольких неудачных попыток вывести из строя супероружие, все члены отряда попадают в плен к Зете. На выручку к друзьям прилетает Могучий Орёл. Он напоминает Зете о том, как они любили друг друга. Зета сообщает Могучему Орлу, что Дебби — их дочь, она в одиночку её вырастила, и теперь не желает знать своего бывшего возлюбленного. Пока между Зетой и Могучим Орлом разгорается перепалка, Сильвер даёт Чаку сверхпрочную нить, что бы тот опутал пусковое устройство супероружия. Зета нажимает на красную кнопку, и начинённые лавой ледяные шары устремляются вверх по жерлу вулкана, но их сдерживает нить. Через некоторое время нить рвётся, но её за края удерживают птенцы, пролетающие над жерлом вулкана на дирижабле, которым управляют свиньи (они решили по воздуху доставить птенцов домой). Шары падают обратно, происходит взрыв. Зета пытается найти Дебби. Выясняется, что её спас Могучий Орел. Дебби просит мать оставить отца. На Острове Птиц обряд бракосочетания; Зета выходит за Могучего Орла. Ред произносит речь. Он говорит, что спасти острова удалось только благодаря плану, придуманным Сильвер, и сплочённой работе всех членов команды. Присутствующие на свадьбе птицы и свиньи начинают хвалить Реда. Ред и Сильвер уединяются на скале Могучих Героев, похожей на гору Рашмор, пьют шампанское и выясняют, что они не так уж и несовместимы, но Чак прерывает их разговор.
Птенцы снова играют на берегу моря. Они заходят в дом, смотрят на колыбельку, в которой лежат три яйца. Яйца трескаются, и оттуда вылупляются три маленькие змейки. В дверь постучала змея; она перемещается при помощи костыля. Змея показывает птенцам колыбельку, в которой находятся три вылупившихся птенчика. Происходит обмен: змейки ползут к змее, а маленьких птенчиков забирают их старшие сестра и братья. Птенцы клянутся друг другу, что теперь они глаз не спустят с птенчиков. Но тут обнаруживается, что младенцы исчезли: они пустились на плоту в открытое море.

## Роли озвучивали
| Персонаж                   | Оригинал                   | Русский дубляж       |
| -------------------------- | -------------------------- | -------------------- |
| Ред                        | Джейсон Судейкис           | Диомид Виноградов    |
| Чак                        | Джош Гэд                   | Тимур Родригез       |
| Бомб                       | Дэнни Макбрайд             | Радик Мухаметзянов   |
| Леонард                    | Билл Хейдер                | Сергей Бурунов       |
| Могучий Орёл               | Питер Динклэйдж            | Александр Ревва      |
| Зета                       | Лесли Джонс                | Ирина Горбачёва      |
| Сильвер                    | Рэйчел Блум                | Елизавета Арзамасова |
| Гарри                      | Стерлинг К. Браун          | Денис Некрасов       |
| Гленн                      | Эухенио Дербес             | Александр Лучинин    |
| Дебби                      | Тиффани Хэддиш             | Екатерина Тихомирова |
| Кортни                     | Аквафина                   | Елена Шульман        |
| Матильда                   | Майя Рудольф               | Елена Шульман        |
| Джерри                     | Пит Дэвидсон               |                      |
| Карл                       | Зак Вудс                   |                      |
| Мим                        | Тони Хейл                  |                      |
| Элла                       | Дав Камерон                |                      |
| Джей / Кира                | Джоджо Сива                |                      |
| Зои                        | Бруклин Принс              |                      |
| Винсент                    | Дженезис Теннон            |                      |
| Сам-Сам                    | Альма Варсано              | Фёдор Парамонов      |
| Беатрис / Софи             | Фейт Маргарет Кидман-Урбан |                      |
| Лили / Айла                | Сандей Роуз Кидман-Урбан   |                      |
| Бабба                      | Гейтен Матараццо           |                      |
| Алекс                      | Лил Рел Хауэри             |                      |
| Пинки                      | Ники Минаж                 |                      |
| Хэнк / Брэд                | Бек Беннетт                | Иван Породнов        |
| Хэл                        | Энтони Падилла             |                      |
| Роксанна                   | Коллин Боллингер           |                      |
| Аксель                     | Дэвид Добрик               |                      |
| Оливер                     | Мейсон Рэмси               |                      |
| Стив                       | Алекс Хирш                 |                      |
| Утка / тюлень              | Туроп Ван Орман            |                      |
| Мать-свинья / змеёныши     | Элли Гарретт               |                      |
| Детектор орлов             | Джон Коэн                  |                      |
| Невидимая свинья / учитель | Шон Шармац                 |                      |
| Мать Бомба                 | Келли Прайзмен             |                      |
| Теренс                     | Нолан Норт                 |                      |
| Скотт                      | Ашер Бишоп                 |                      |
| Хейзел                     | Хейзел Ван Орман           |                      |
| Лиф                        | Лиф Ван Орман              |                      |
| Хмурый отец                | Дэвид Смит                 |                      |
| Элли                       | Нова Рид                   |                      |
| Квадратная птица           | Джон Райс                  |                      |
| Андерс                     | Кейси Симотас              |                      |
| Дженни                     | Элайза Коэн                |                      |
| Бейли                      | Саманта Коэн               |                      |
| Элойс                      | Айла Эндрюс                |                      |

## Производство
В августе 2016 года было объявлено о создании продолжения мультфильма «Angry Birds в кино». Режиссёром мультфильма был назначен Туроп ван Орман, а сорежиссёром — Джон Райс. Продюсированием проекта занялся Джон Коэн, а написание сценария было доверено Питеру Экерману. Над анимацией мультфильма работала компания Sony Pictures Imageworks. Изначально мультфильм также собиралась совместно продюсировать компания Sony Pictures Animation, но впоследствии она покинула проект.
В апреле 2018 года было объявлено об участии в мультфильме большинства актёров озвучивания, как новых, так и вернувшихся к своим ролям из первой части.
В отличие от предыдущего фильма, сиквел был спродюсирован совместно с Sony Pictures Animation и Rovio Entertainment. В то время как можно было повторно использовать активы из первой плёнки вместо того, чтобы начинать с нуля, потребовалась значительная работа, чтобы сделать их совместимыми с новыми технологическими системами, которые были приняты в последние несколько лет. Аниматоры столкнулись с большими трудностями, пытаясь создать более реалистичные системы перьев для оперения птиц, даже с помощью существующей системы перьев Sony Pictures Imageworks, которая впервые была использована в фильме «Стюарт Литтл», особенно когда речь зашла о создании злодея Зеты, самого трудного персонажа для анимации в фильме с более чем 1000 элементами управления, очень сложной структурой лица и высоким гибким торсом. Команда также столкнулась со сложной задачей в разработке визуальных эффектов для снега, льда, воды и лавы для фильма, и на производство также повлияла недоступность некоторых аниматоров, которые использовались для завершения мультфильма «Человек-паук: Через вселенные» за несколько месяцев до этого, а также количество времени, потерянного из-за того, что Sony перенесла дату выхода фильма вперёд более чем на полмесяца.

## Критика
Сайт Metacritic на основе 23 отзывов критиков присвоил фильму оценку в 60 баллов из 100.
Сайт газеты The Guardian дал оценку 3/5. Он отметил, что «в нём есть некоторые отстойные упоминания, но большинство шуток очень симпатичны».